# Sergio Valdés (Fußballspieler)
Sergio Valdés Silva (* 11. Mai 1933 in Santiago de Chile; † 2. April 2019 in Algarrobo) war ein chilenischer Fußballspieler. Er nahm mit der Nationalmannschaft seines Landes an der Fußball-Weltmeisterschaft 1962 teil.

## Karriere

### Verein
Valdés spielte von 1954 bis 1959 für den Hauptstadtklub CD Magallanes. 1960 wechselte er zu CD Universidad Católica, wo er 1961 die Landesmeisterschaft gewann. 1966 schloss sich Valdés für ein Jahr dem Erstligaaufsteiger Ferrobadminton, nach dessen Abstieg er am Ende der Spielzeit seine aktive Laufbahn beendete.

### Nationalmannschaft
Zwischen 1957 und 1961 bestritt Valdés 17 Länderspiele für die chilenische Nationalelf, in denen er ohne Torerfolg blieb.
Beim Campeonato Sudamericano 1957 in Peru wurde Valdés in drei der sechs chilenischen Spiele eingesetzt. Zwei Jahre später in Argentinien bestritt er alle sechs Spiele des Turniers.
Anlässlich der Weltmeisterschaft 1962 im eigenen Land berief ihn Nationaltrainer Fernando Riera in das chilenische Aufgebot. Er blieb während des Turniers jedoch ohne Einsatz.

## Erfolge
- Chilenischer Meister: 1961